# Saison 2017-2018 de la PSA
Le PSA World Tour 2017-2018 est le circuit professionnel de tournois de squash organisé par l'association professionnelle de squash (PSA) pour la saison 2017. Les tournois les plus importants du circuit sont les championnats du monde masculin et féminin (le championnat du monde féminin 2016 se tient du 5 au 14 avril 2017 à El Gouna). Le circuit est constitué de trois catégories World Series, avec les plus importantes dotations en argent et en points, International and Challenger. En fin d'année, le circuit PSA World Series se conclut par le World Series Finals et le tournoi final PSA World Series à Dubaï, la fin de la saison world series pour les 8 meilleurs joueurs et joueuses au classement. 
Pour la saison 2017-2018, c'est un total de 146 tournois organisés. Le montant total des prix s'élève à 3 800 000 $.

## Calendrier 2017

### Légendes
| Championnats du monde  |
| World Series           |
| International 100      |
| International 70       |
| International 25 et 50 |

### Août
| Tournoi                                                                                              | Date                       | Champion                                  | Finaliste    | Demi-finalistes              | Quart de finalistes                                 |
| --- | -------------------------- | ----------------------------------------- | ------------ | ---------------------------- | --------------------------------------------------- |
| Open de Chine Shangaï, Chine Homme : PSA 100 100 000 $ - tableau Femme : PSA 100 100 000 $ - tableau | 31 août - 3 septembre 2017 | Ramy Ashour 11-3, 11-8, 10-12, 2-11, 11-5 | Ali Farag    | Paul Coll Marwan El Shorbagy | Diego Elías Fares Dessouky Daryl Selby Simon Rösner |
| Open de Chine Shangaï, Chine Homme : PSA 100 100 000 $ - tableau Femme : PSA 100 100 000 $ - tableau | 31 août - 3 septembre 2017 | Nour El Sherbini 12-10, 11-7, 11-9        | Nouran Gohar | Joelle King Camille Serme    | Alison Waters Nicol David Nour El Tayeb Annie Au    |

### Septembre
| Tournoi | Date                          | Champion                                                  | Finaliste         | Demi-finalistes                        | Quart de finalistes                                                    |
| --- | ----------------------------- | --------------------------------------------------------- | ----------------- | -------------------------------------- | ---------------------------------------------------------------------- |
| Hong Kong FC International Hong Kong, Chine Homme : PSA 25 25 000 $ Femme : PSA 25 25 000 $                        | 4–9 septembre 2017            | Leo Au 8-11, 8-11, 11-6, 15-13, 11-7 (109 min)            | Omar Mosaad       | Omar Abdel Meguid Mohd Nafiizwan Adnan | Vikram Malhotra Yip Tsz Fung Campbell Grayson Alan Clyne               |
| Hong Kong FC International Hong Kong, Chine Homme : PSA 25 25 000 $ Femme : PSA 25 25 000 $                        | 4–9 septembre 2017            | Nour El Tayeb 11-4, 11-4, 11-4 (26 min)                   | Joshna Chinappa   | Annie Au Tesni Evans                   | Joey Chan Liu Tsz-Ling Dipika Pallikal Ho Tze-Lok                      |
| Open international de Nantes Nantes, France Homme : PSA 25 25 000 $ - tableau Femme : PSA 15 15 000 $ - tableau    | 6–10 septembre 2017           | Grégoire Marche 11-9, 7-11, 9-11, 11-5, 11-3 (70 min)     | Nicolas Müller    | Mazen Hesham Ben Coleman               | Chris Simpson Olli Tuominen Abdulla Al-Tamimi Mathieu Castagnet        |
| Open international de Nantes Nantes, France Homme : PSA 25 25 000 $ - tableau Femme : PSA 15 15 000 $ - tableau    | 6–10 septembre 2017           | Fiona Moverley 11-9, 11-9, 11-7 (35 min)                  | Nele Gilis        | Millie Tomlinson Hollie Naughton       | Sivasangari Subramaniam Nouran El Torky Coline Aumard Misaki Kobayashi |
| Open de Charlottesville Charlottesville, États-Unis Homme : PSA 25 25 000 $ - tableau                              | 20–23 septembre 2017          | Nicolas Müller 6-11, 11-5, 11-7, 11-5 (47 min)            | Greg Lobban       | Mohamed Reda Mazen Hesham              | Lucas Serme Arturo Salazar Abdulla Al-Tamimi Adrian Waller             |
| Open de Macao Macao, Chine Homme : International 50 50 000 $ - tableau Femme : International 50 50 000 $ - tableau | 21–24 septembre 2017          | Mohamed Abouelghar 11-1, 11-4, 11-4 (29 min)              | Saurav Ghosal     | Simon Rösner Omar Abdel Meguid         | Omar Mosaad Yip Tsz Fung Max Lee Raphael Kandra                        |
| Open de Macao Macao, Chine Homme : International 50 50 000 $ - tableau Femme : International 50 50 000 $ - tableau | 21–24 septembre 2017          | Nouran Gohar 13-11, 11-7, 12-10 (48 min)                  | Joelle King       | Yathreb Adel Annie Au                  | Joey Chan Donna Urquhart Mariam Metwally Tesni Evans                   |
| Netsuite Open San Francisco, États-Unis Homme : PSA 100 100 000 $ - tableau Femme : PSA 50 50 000 $ - tableau      | 26–30 septembre 2017          | Mohamed El Shorbagy 11-9, 11-6, 11-3 (45 min)             | Karim Abdel Gawad | James Willstrop Diego Elías            | Daryl Selby Ryan Cuskelly Nick Matthew Tarek Momen                     |
| Netsuite Open San Francisco, États-Unis Homme : PSA 100 100 000 $ - tableau Femme : PSA 50 50 000 $ - tableau      | 26–30 septembre 2017          | Sarah-Jane Perry 8-11, 8-11, 11-7, 14-12, 11-7 (114 min), | Nicol David       | Laura Massaro Dipika Pallikal          | Salma Hany Donna Urquhart Olivia Blatchford Victoria Lust              |
| DPD Open Amsterdam, Pays-Bas Homme : PSA 25 25 000 $ - tableau                                                     | 28 septembre-1er octobre 2017 | Adrian Waller 11-4, 7-11, 12-10, 8-11, 11-3 (72 min)      | Declan James      | Joel Makin Chris Simpson               | Omar Abdel Meguid Olli Tuominen Karim Ali Fathi Tom Richards           |

### Octobre
| Tournoi | Date                         | Champion                                             | Finaliste           | Demi-finalistes                    | Quart de finalistes                                          |
| --- | ---------------------------- | ---------------------------------------------------- | ------------------- | ---------------------------------- | ------------------------------------------------------------ |
| US Open Philadelphie, États-Unis Homme : World Series 150 000 $ - tableau Femme : World Series 150 000 $ - tableau | 7-14 octobre 2017            | Ali Farag 12-10, 11-9, 11-8 (49 min),                | Mohamed El Shorbagy | Nick Matthew Omar Mosaad           | Simon Rösner Daryl Selby Fares Dessouky Diego Elías          |
| US Open Philadelphie, États-Unis Homme : World Series 150 000 $ - tableau Femme : World Series 150 000 $ - tableau | 7-14 octobre 2017            | Nour El Tayeb 8-11, 11-4, 5-11, 11-7, 11-5 (52 min), | Raneem El Weleily   | Laura Massaro Joelle King          | Nour El Sherbini Annie Au Alison Waters Nouran Gohar         |
| Channel VAS Championships Weybridge, Angleterre Homme : PSA 100 100 000 $ - tableau                                | 18-22 octobre 2017           | Mohamed El Shorbagy 6-11, 11-9, 11-5, 12-10 (61 min) | Ali Farag           | Saurav Ghosal Diego Elías          | Miguel Á. Rodríguez Mohamed Abouelghar Tarek Momen Paul Coll |
| Open de Malaisie Kuala Lumpur, Malaisie Homme : PSA 25 25 000 $                                                    | 18-22 octobre 2017           | Leo Au 11-6, 11-2, 11-4                              | Eain Yow Ng         | Mazen Hesham Ivan Yuen             | Joshua Masters Christopher Gordon Sanjay Singh Mazen Gamal   |
| Chicago Open Chicago, États-Unis Homme : International 25 25 000 $ - tableau                                       | 19-22 octobre 2017           | César Salazar 11-8, 11-9, 11-9                       | Joel Makin          | Campbell Grayson Omar Abdel Meguid | Arturo Salazar Todd Harrity Ashley Davies Farhan Mehboob     |
| Carol Weymuller Open Brooklyn, États-Unis Femme : International 50 50 000 $ - tableau                              | 19-23 octobre 2017           | Nour El Sherbini 11-7, 11-5, 11-3 (33 min)           | Joelle King         | Salma Hany Raneem El Weleily       | Nour El Tayeb Mariam Metwally Annie Au Victoria Lust         |
| Qatar Classic Doha, Qatar Homme : World Series 165 000 $ - tableau                                                 | 29 octobre - 3 novembre 2017 | Mohamed El Shorbagy 11-8, 10-12, 11-7, 11-7(64 min)  | Tarek Momen         | Grégory Gaultier Simon Rösner      | Diego Elías Ali Farag Nick Matthew Marwan El Shorbagy        |

### Novembre
| Tournoi | Date           | Champion                                         | Finaliste         | Demi-finalistes                      | Quart de finalistes                                          |
| --- | -------------- | ------------------------------------------------ | ----------------- | ------------------------------------ | ------------------------------------------------------------ |
| JSW CCI International Bombay, Inde Homme : PSA 50 50 000 $ - tableau                                              | 7–10 novembre  | Saurav Ghosal 11-6, 11-8, 11-8                   | Nicolas Müller    | Omar Mosaad Ramit Tandon             | Harinder Pal Sandhu Joel Makin Mazen Gamal Borja Golán       |
| Hong Kong Open Hong Kong, Chine Homme : World Series 165 000 $ - tableau Femme : World Series 140 000 $ - tableau | 14–19 novembre | Mohamed El Shorbagy 11-6, 5-11, 11-4, 7-11, 11-3 | Ali Farag         | Marwan El Shorbagy Karim Abdel Gawad | Grégory Gaultier Mohamed Abouelghar Declan James Tarek Momen |
| Hong Kong Open Hong Kong, Chine Homme : World Series 165 000 $ - tableau Femme : World Series 140 000 $ - tableau | 14–19 novembre | Nour El Sherbini 11-5, 11-8, 11-5                | Raneem El Weleily | Laura Massaro Camille Serme          | Nouran Gohar Tesni Evans Nicol David Joelle King             |

### Décembre
| Tournoi | Date                | Champion                                                  | Finaliste               | Demi-finalistes               | Quart de finalistes                                                     |
| --- | ------------------- | --------------------------------------------------------- | ----------------------- | ----------------------------- | ----------------------------------------------------------------------- |
| Monte-Carlo Squash Classic Monte Carlo, Monaco Femme : PSA 25 25 000 $ - tableau                                              | 5-8 décembre 2017   | Donna Urquhart 7-11, 11-4, 10-12, 11-2, 11-9 (53 min)     | Zeina Mickawy           | Rowan Elaraby Rachael Grinham | Milou van der Heijden Amanda Landers-Murphy Nele Gilis Millie Tomlinson |
| Championnat du monde Manchester, Angleterre Homme : World Series 325 000 $ - tableau Femme : World Series 279 000 $ - tableau | 10-17 décembre 2017 | Mohamed El Shorbagy 11-5, 9-11, 11-7, 9-11, 11-6 (71 min) | Marwan El Shorbagy      | Grégory Gaultier Ali Farag    | Paul Coll Nick Matthew Miguel Á. Rodríguez Karim Abdel Gawad            |
| Championnat du monde Manchester, Angleterre Homme : World Series 325 000 $ - tableau Femme : World Series 279 000 $ - tableau | 10-17 décembre 2017 | Raneem El Weleily 3-11, 12-10, 11-7, 11-5 (43 min)        | Nour El Sherbini        | Nour El Tayeb Camille Serme   | Nouran Gohar Tesni Evans Nicol David Joelle King                        |
| Open du Pakistan Islamabad, Pakistan Homme : PSA 50 50 000 $ Femme : PSA 25 25 000 $                                          | 19-22 décembre 2017 | Marwan El Shorbagy 11–3, 7–11, 11–5, 11–6                 | Mohamed Abouelghar      | Leo Au Zahed Mohamed          | Max Lee Nafiizwan Adnan Eain Yow Ng Mazen Hesham                        |
| Open du Pakistan Islamabad, Pakistan Homme : PSA 50 50 000 $ Femme : PSA 25 25 000 $                                          | 19-22 décembre 2017 | Annie Au 11–5, 11–7, 11–1                                 | Sivasangari Subramaniam | Rowan Elaraby Rachael Grinham | Hania El Hammamy Nadine Shahin Mayar Hany Hana Moataz                   |

### Janvier
| Tournoi | Date          | Champion                                               | Finaliste         | Demi-finalistes             | Quart de finalistes                                         |
| --- | ------------- | ------------------------------------------------------ | ----------------- | --------------------------- | ----------------------------------------------------------- |
| Saudi PSA Women’s Squash Masters 2018 Ryad, Arabie saoudite Femme : World Series 165 000 $ - tableau                           | 7-12 janvier  | Nour El Sherbini 11-7, 11-8, 13-11 (37 min)            | Raneem El Weleily | Nouran Gohar Nour El Tayeb  | Dipika Pallikal Joelle King Sarah-Jane Perry Nicol David    |
| Tournament of Champions New York, États-Unis Homme : World Series 165 000 $ - tableau Femme : World Series 165 000 $ - tableau | 18-25 janvier | Simon Rösner 11-8, 11-9, 6-11, 11-5 (71 min)           | Tarek Momen       | Grégory Gaultier Ali Farag  | Nick Matthew Nicolas Müller Ramy Ashour Ryan Cuskelly       |
| Tournament of Champions New York, États-Unis Homme : World Series 165 000 $ - tableau Femme : World Series 165 000 $ - tableau | 18-25 janvier | Nour El Sherbini 2-11, 11-6, 4-11, 11-7, 11-7 (56 min) | Nour El Tayeb     | Laura Massaro Camille Serme | Sarah-Jane Perry Nouran Gohar Nicol David Raneem El Weleily |
| Open de Pittsburgh 2018 Pittsburgh, États-Unis Homme : International 25 25 000 $ - tableau                                     | 25-28 janvier | Max Lee 11-2, 11-7, 11-5 (43 min)                      | Ben Coleman       | Joel Makin Yip Tsz Fung     | Karim El Hammamy Todd Harrity Alister Walker Nathan Lake    |

### Février
| Tournoi | Date              | Champion                                        | Finaliste            | Demi-finalistes                    | Quart de finalistes                                                     |
| --- | ----------------- | ----------------------------------------------- | -------------------- | ---------------------------------- | ----------------------------------------------------------------------- |
| Motor City Open Détroit, États-Unis Hommes : PSA 70 70 000 $ - tableau                                                  | 1–4 février       | Marwan El Shorbagy 11-9, 9-11, 11-8, 8-11, 11-9 | Paul Coll            | Nicolas Müller Miguel Á. Rodríguez | Ryan Cuskelly Campbell Grayson Mohamed Abouelghar Leo Au                |
| Cleveland Classic Cleveland, États-Unis Femmes : PSA 50 50 000 $ - tableau                                              | 2–5 février       | Joelle King 11-8, 11-8, 11-8                    | Raneem El Weleily    | Alison Waters Amanda Sobhy         | Victoria Lust Olivia Blatchford Tesni Evans Sarah-Jane Perry            |
| Bahl & Gaynor Cincinnati Cup Cincinnati, États-Unis Femmes : PSA 25 25 000 $                                            | 7–10 février      | Donna Urquhart 11-9, 13-11, 11-5                | Victoria Lust        | Rowan Elaraby Mariam Metwally      | Millie Tomlinson Hollie Naughton Samantha Cornett Misaki Kobayashi      |
| Open de Suède Linköping, Suède Hommes : PSA 70 70 000 $ - tableau                                                       | 8–11 février      | Ali Farag 11-7, 6-11, 11-3, 11-5                | Simon Rösner         | Tarek Momen Paul Coll              | Cameron Pilley Daryl Selby Omar Mosaad James Willstrop                  |
| Vedanta Indian Open Bombay, Inde Hommes : PSA 35 35 000 $                                                               | 8–11 février      | Saurav Ghosal 11-9, 5-11, 6-11, 11-7, 12-10     | Nicolas Müller       | Greg Lobban Chris Simpson          | Karim Ali Fathi Harinder Pal Sandhu Omar Abdel Meguid Mahesh Mangaonkar |
| Canada Squash Cup Toronto, Canada Hommes : PSA 50 50 000 $ - tableau                                                    | 12–15 février     | Max Lee 11-7, 11-7, 5-11, 14-12                 | Ryan Cuskelly        | Abdulla Al-Tamimi Campbell Grayson | Diego Elías César Salazar Alan Clyne Arturo Salazar                     |
| Windy City Open Chicago, États-Unis Hommes : World Series 250 000 $ - tableau Femmes : World Series 250 000 $ - tableau | 22–28 février     | Mohamed El Shorbagy 11-8, 11-8, 11-6            | Marwan El Shorbagy   | Ali Farag Tarek Momen              | Cameron Pilley Simon Rösner Karim Abdel Gawad Miguel Á. Rodríguez       |
| Windy City Open Chicago, États-Unis Hommes : World Series 250 000 $ - tableau Femmes : World Series 250 000 $ - tableau | 22–28 février     | Nour El Tayeb 11-8, 10-12, 11-13, 11-9, 12-10   | Joelle King          | Sarah-Jane Perry Raneem El Weleily | Nour El Sherbini Camille Serme Amanda Sobhy Alison Waters               |
| Open de Montréal Montréal, Canada Hommes : PSA 25 25 000 $                                                              | 28 février–3 mars | Borja Golán 9-11, 11-4, 11-9, 11-6,             | Mohd Nafiizwan Adnan | Campbell Grayson Raphael Kandra    | Arturo Salazar Todd Harrity Karim Ali Fathi Baptiste Masotti            |

### Mars
| Tournoi                                                                                          | Date              | Champion                                          | Finaliste           | Demi-finalistes                  | Quart de finalistes                                            |
| ------------------------------------------------------------------------------------------------ | ----------------- | ------------------------------------------------- | ------------------- | -------------------------------- | -------------------------------------------------------------- |
| Canary Wharf Squash Classic Londres, Angleterre Hommes : PSA 100 100 000 $ - tableau             | 5–9 mars          | Mohamed El Shorbagy 11-8, 7-11, 12-10, 9-11, 11-3 | Tarek Momen         | Marwan El Shorbagy Ali Farag     | Simon Rösner Daryl Selby James Willstrop Ryan Cuskelly         |
| Grasshopper Cup Zürich, Suisse Hommes : PSA 100 100 000 $ - tableau                              | 14–18 mars        | Ramy Ashour 11-8, 11-9, 11-6                      | Mohamed El Shorbagy | Grégory Gaultier James Willstrop | Mohamed Abouelghar Simon Rösner Karim Abdel Gawad Tarek Momen  |
| Wimbledon Club Open Londres, Angleterre Hommes : PSA 35 35 000 $ - tableau                       | 20–23 mars        | Mathieu Castagnet 11-6, 11-9, 11-6                | Tom Richards        | Raphael Kandra James Willstrop   | Daryl Selby Joel Makin Youssef Soliman Lucas Serme             |
| Open du Texas Dallas, États-Unis Femmes : PSA 25 25 000 $ - tableau                              | 22–25 mars        | Amanda Sobhy 11-8, 10-12, 11-6, 11-9              | Reeham Sedky        | Mayar Hany Nada Abbas            | Danielle Letourneau Hana Moataz Rowan Elaraby Nele Gilis       |
| Open de Macao Macao, Chine Hommes : PSA 50 50 000 $ - tableau Femmes : PSA 50 50 000 $ - tableau | 29 mars–1er avril | Yip Tsz Fung 9-11, 6-11, 11-4, 11-5, 11-7         | Omar Mosaad         | Leo Au Max Lee                   | Borja Golán Omar Abdel Meguid Mazen Hesham Abdulla Al-Tamimi   |
| Open de Macao Macao, Chine Hommes : PSA 50 50 000 $ - tableau Femmes : PSA 50 50 000 $ - tableau | 29 mars–1er avril | Nouran Gohar 11-8, 11-8, 9-11, 11-7               | Salma Hany          | Joey Chan Annie Au               | Camille Serme Olivia Blatchford Emily Whitlock Mariam Metwally |

### Avril
| Tournoi | Date        | Champion                                           | Finaliste        | Demi-finalistes                      | Quart de finalistes                                            |
| --- | ----------- | -------------------------------------------------- | ---------------- | ------------------------------------ | -------------------------------------------------------------- |
| El Gouna International El Gouna, Égypte Hommes : World Series 165 000 $ - tableau Femmes : World Series 165 000 $ - tableau | 20–27 avril | Marwan El Shorbagy 11-8, 11-5, 11-4 (39 min)       | Ali Farag        | Mohamed El Shorbagy Grégory Gaultier | Simon Rösner Karim Abdel Gawad Tarek Momen Miguel Á. Rodríguez |
| El Gouna International El Gouna, Égypte Hommes : World Series 165 000 $ - tableau Femmes : World Series 165 000 $ - tableau | 20–27 avril | Raneem El Weleily 5-11, 11-8, 11-3, 14-12 (50 min) | Nour El Sherbini | Laura Massaro Nour El Tayeb          | Camille Serme Joshna Chinappa Alison Waters Annie Au           |

### Mai
| Tournoi | Date           | Champion                                                      | Finaliste           | Demi-finalistes                 | Quart de finalistes                                                |
| --- | -------------- | ------------------------------------------------------------- | ------------------- | ------------------------------- | ------------------------------------------------------------------ |
| Chamberlain Squash Open Lagos, Nigeria Hommes : PSA 25 25 000 $                                                         | 7-12 mai 2018  | Zahed Mohamed 11-7, 11-5, 11-4                                | Youssef Soliman     | Mohamed Reda Karim Ali Fathi    | Mazen Gamal Omar Abdel Meguid Sébastien Bonmalais Karim El Hammamy |
| British Open Hull, Angleterre Homme : PSA World Series 165 000 $ - tableau Femme : PSA World Series 165 000 $ - tableau | 15-20 mai 2018 | Miguel Ángel Rodríguez 11-7, 6-11, 8-11, 11-2, 11-9 (102 min) | Mohamed El Shorbagy | Grégory Gaultier Raphael Kandra | Paul Coll Simon Rösner Marwan El Shorbagy Ali Farag                |
| British Open Hull, Angleterre Homme : PSA World Series 165 000 $ - tableau Femme : PSA World Series 165 000 $ - tableau | 15-20 mai 2018 | Nour El Sherbini 11-6, 11-9, 14-12 (47 min)                   | Raneem El Weleily   | Laura Massaro Camille Serme     | Alison Waters Nour El Tayeb Tesni Evans Sarah-Jane Perry           |
| Torneo Internacional PSA Sporta Santa Catarina Pinula, Guatemala Hommes : PSA 50 50 000 $ - tableau                     | 23-26 mai 2018 | Miguel Ángel Rodríguez 11-7, 11-5, 11-6                       | Diego Elías         | Paul Coll Arturo Salazar        | César Salazar Zahed Mohamed Eain Yow Ng Mohamed Abouelghar         |

### Juin
| Tournoi | Date          | Champion                                   | Finaliste         | Demi-finalistes             | Quart de finalistes                                                |
| --- | ------------- | ------------------------------------------ | ----------------- | --------------------------- | ------------------------------------------------------------------ |
| World Series Finals 2018 Dubaï, Émirats arabes unis Homme : World Series Finals 160 000 $ - tableau Femme : World Series Finals 160 000 $ - tableau | 5-9 juin 2018 | Mohamed El Shorbagy 9-11, 11-3, 11-9, 11-8 | Ali Farag         | Simon Rösner Nick Matthew   | Tarek Momen Miguel Á. Rodríguez Karim Abdel Gawad Grégory Gaultier |
| World Series Finals 2018 Dubaï, Émirats arabes unis Homme : World Series Finals 160 000 $ - tableau Femme : World Series Finals 160 000 $ - tableau | 5-9 juin 2018 | Nour El Sherbini 11-5, 9-11, 11-8, 11-5    | Raneem El Weleily | Camille Serme Nour El Tayeb | Joelle King Nouran Gohar Laura Massaro Sarah-Jane Perry            |

## Classements 2017
| Rang | Joueur              | Pays             |
| 1    | Grégory Gaultier    | France           |
| 2    | Mohamed El Shorbagy | Égypte           |
| 3    | Ali Farag           | Égypte           |
| 4    | Karim Abdel Gawad   | Égypte           |
| 5    | Marwan El Shorbagy  | Égypte           |
| 6    | Nick Matthew        | Angleterre       |
| 7    | Tarek Momen         | Égypte           |
| 8    | Simon Rösner        | Allemagne        |
| 9    | Mohamed Abouelghar  | Égypte           |
| 10   | Paul Coll           | Nouvelle-Zélande |

| Rang | Joueuse           | Pays             |
| 1    | Nour El Sherbini  | Égypte           |
| 2    | Raneem El Weleily | Égypte           |
| 3    | Camille Serme     | France           |
| 4    | Laura Massaro     | Angleterre       |
| 5    | Nouran Gohar      | Égypte           |
| 6    | Nicol David       | Malaisie         |
| 7    | Nour El Tayeb     | Égypte           |
| 8    | Sarah-Jane Perry  | Angleterre       |
| 9    | Joelle King       | Nouvelle-Zélande |
| 10   | Alison Waters     | Angleterre       |

## Retraites
Ci-dessous, la liste des joueurs et joueuses notables (gagnants un titre majeur ou ayant fait partie du top 30 pendant au moins un mois) ayant annoncé leur retraite du squash professionnel, devenus inactifs ou ayant été bannis durant la saison 2017:
- Nick Matthew  né le 25 juillet 1980 à Sheffield, rejoint le circuit pro en 1998. Il est un des très grands noms du squash mondial avec trois titres de champion du monde, trois British Open ainsi que trois titres de champion du monde par équipes.  Il annonce sa retraite en septembre 2017[41],[42].
- Natalie Grinham, née le 16 mars 1978 à Toowoomba Australie, rejoint le circuit pro en 1995, atteignant la 2e place mondiale en février 2007. Elle gagne 21 titres PSA World Tour. Sa carrière d'une exceptionnelle longévité (plus de 20 ans) est marquée par une formidable rivalité avec la légendaire Nicol David. Elle se retire du circuit en janvier 2017 après une ultime participation au Tournament of Champions[43].
- Delia Arnold, née le 26 janvier 1986 à Kuala Lumpur, rejoint le circuit en pro en 2003, atteignant la douzième place mondiale en septembre 2015. Elle gagne 8 titres PSA World Tour. Son plus grand exploit survient en mai 2015 quand elle bat la no 3 mondiale Alison Waters, la no 11 mondiale Annie Au et la no 2 mondiale Raneem El Weleily au British Open avant d'être battue en demi-finale par Camille Serme, future vainqueur[44]. Elle annonce sa retraite sportive début janvier 2017[45].
- Nicolette Fernandes, née le 19 juin 1983 à Toronto, rejoint le circuit pro en 2003, atteignant la 19e place mondiale en octobre 2015. Elle gagne deux titres PSA World Tour. En 2010, elle gagne à la fois le championnat national féminin et masculin, étant distinguée pour cet exploit comme sportive guyanaise de l'année[46]. Elle prend sa retraite sportive en août 2017[47].
- Stephen Coppinger  né le 24 septembre 1984 à Dublin, rejoint le circuit pro en 2006, atteignant la 14e place mondiale en avril 2015.  Il annonce sa retraite en octobre 2017[48].